# Millie Brown
Millie Brown é uma artista performática e pintora britânica. A artista utiliza-se de uma técnica que consiste em vomitar água colorida em tela para pintar seus quadros. Alguns definem a técnica da artista como uma inovação do dripping de Jackson Pollock. Millie se encontrou na arte com 17 anos, e foi em 2005 que começou a praticar a técnica de "vomitar obras de arte". Apesar de ser criticada por muitas pessoas, Millie pode ser considerada uma artista bem-sucedida. Seus quadros podem valer até 1500 libras esterlinas (R$3.900) e a pintora já foi chamada para performances até mesmo com a cantora Lady Gaga, onde vomita na mesma em uma música que representa um protesto contra o estupro.

## Crítica
Desde sua peformance com Lady Gaga, Millie têm sido criticada por "glamourizar" a bulimia. Maior parte do repúdio teve voz no Twitter, através do posicionamento de Demi Lovato: “Bulimia isn’t cool. Young people who are struggling to figure out their identities are seriously influenced by the things they see their idols do.” (Bulimia não é descolada. Jovens que estão se esforçando para encontrar suas identidades são severamente influenciados pelas coisas que veem seus ídolos fazerem). Millie respondeu a afronta dizendo:  “I’m using my body to create something beautiful. I think it’s misunderstood by a lot of people. But it really doesn’t have anything to do with eating disorders. If I was male [no one would make] such a massive association." (Estou usando meu corpo para criar algo bonito. Eu acho que houve uma má interpretação por muitas pessoas. Mas [minha obra] não há nada a ver com transtornos alimentares. Se eu fosse homem [ninguém faria] tamanha associação).
1. ↑  http://noticias.uol.com.br/tabloide/ultimas-noticias/tabloideanas/2011/04/01/artista-inglesa-pinta-quadros-vomitando-agua-colorida-sobre-tela.htm
2. ↑  http://www.obaoba.com.br/buzz/noticia/conheca-millie-brown-a-artista-que-vomitou-na-lady-gaga